# Lillsjön (Ringarums socken, Östergötland, 646048-153793)
Lillsjön är en sjö i Valdemarsviks kommun i Östergötland och ingår i Söderköpingsåns huvudavrinningsområde.